# Philonotis nigroflava
Philonotis nigroflava är en bladmossart som beskrevs av C. Müller 1897. Philonotis nigroflava ingår i släktet källmossor, och familjen Bartramiaceae. Inga underarter finns listade i Catalogue of Life.